# Plaça de Prim
La Plaça de Prim és la plaça central de la ciutat de Reus, inclosa en l'Inventari del Patrimoni Arquitectònic de Catalunya. Hi fan cap els carrers de Sant Joan, de Sant Llorenç, de Monterols i de Llovera, i els ravals de Jesús i de Santa Anna. Va rebre el nom del general Joan Prim i Prats, a qui hi va dedicada una estàtua eqüestre, obra de l'escultor Lluís Puiggener, deixeble de Venanci Vallmitjana, situada al bell mig de la plaça.
La plaça és aproximadament rectangular: al costat nord, l'únic amb alterosos porxos, hi ha —d'oest a est— Cal Beringola, on hi ha la Llotja de Reus, l'edifici que acull el teatre Fortuny i El Círcol, i als baixos l'antic Casino reconvertit en bar-restaurant d'una cadena, i l'antic Cafè París, ara un comerç, a l'edifici de la Casa Suqué; al costat est són tot cases antigues amb botigues a la planta baixa, on hi destaca la Casa Roca Oller, l'edifici de la Rellotgeria Freixas i l'antiga Pastisseria Pouget; el costat sud, enderrocat l'antic Hotel de Londres és avui un edifici gairebé tot destinat a oficines, i al costat oest hi ha dues entitats bancàries, on destaca l'edifici inventariat del Banc de Bilbao.

## Història
Se la va conèixer inicialment amb el nom de plaça de les Monges, ja que hi havia hagut un convent de monges carmelites que ocupava una part important de l'actual plaça. Es van comprar uns terrenys el 1661, davant del portal de Monterols per a bastir-hi el convent, que no es va acabar fins al 1724, gràcies a l'ajuda econòmica de Maria Salas, viuda de Gaspar Huguet. Segons Eduard Toda, el convent i la seva horta «ocupava més de la meitat de la plaça de Prim». Van marxar les monges del convent l'any 1835, quan es van produir els aldarulls de la crema de convents a Reus i les autoritats municipals les van fer marxar per evitar-ne una massacre, i no van tornar fins al 1849. J. Murgades, en un manuscrit inèdit escrit cap al 1884, explica que el Teatre Fortuny es va edificar al lloc on hi havia l'hort del convent, la casa Beringola ocupa part de l'hort i part del convent i la casa de Leopold Suqué ocupa la sagristia i també una part del convent. Altres parts de l'edifici del convent es trobaven on ara hi ha la plaça. Expulsades definitivament les monges el 1868, l'edifici va ser enderrocat per la Junta Revolucionària, que va salvar tots els objectes artístics i va permetre a les monges endur-se els objectes de culte. Desaparegut el convent, de l'espai lliure que en va quedar se'n va dir plaça de la Revolució, fins que el 1880 l'ajuntament, amb l'impuls de Joan Grau Ferrer, va urbanitzar la plaça i el 1882 va rebre el nom del general. Durant el període 1936-1939 es va dir Plaça Roja.

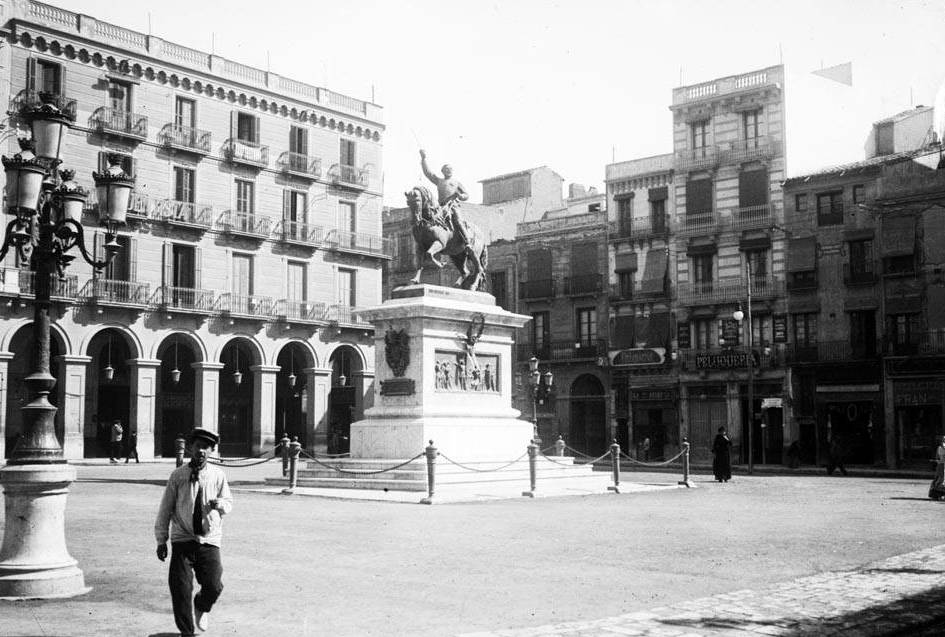
El monument al General Prim, en una imatge d'entre 1900 i 1910

L'any 1882, quan l'ajuntament va decidir de donar-li el nom del general reusenc a la plaça, va acordar també erigir-li un monument al mig d'aquell espai. El consistori va obrir una subscripció popular, però per una sèrie d'entrebancs, polèmiques polítiques i també estètiques, que van retardar durant anys l'inici dels treballs, el monument no es començava a construir fins al 1891. És una estàtua eqüestre del general sobre un basament on hi ha diferents relleus commemoratius de les seves batalles i altres de simbòlics. Puiggener, l'autor de l'escultura, havia fet també el monument a Prim del Parc de la Ciutadella de Barcelona, inaugurat el 1887. La semblança entre les dues obres era evident, cosa que va provocar una agra i forta polèmica i també el retard en la construcció. Finalment, l'escultura de bronze, fosa als tallers Masriera i Cia. de Barcelona, va ocupar el seu lloc en començar l'any 1893. La inauguració oficial no es va arribar a fer mai a causa de les baralles polítiques. A més la comissió de l'ajuntament encarregada de la construcció va ser acusada de malversació de fons públics, i l'escultura va ser fins i tot embargada.
Hi ha un plànol de la plaça amb data del 3 de novembre de 1881 signat per l'arquitecte provincial Francesc Barba Masip. Llavors es deia «Plaza de la Revolución».
Segons el llibre d'Eufemià Fort i Cogul, El Convent de Sant Rafael de Carmelites Descalços, de la Selva del Camp, a la pàgina 122 es llegeix: «Aquest convent s'establí a la veïna ciutat de Reus [el 1660], precisament on ara hi ha la famosa Plaça de Prim».